# Јевик код Књажевца
Јевик је узвишица изнад Књажевца на надморској висини од око 400 метара, одакле се може сагледати цео град. Површине је око 115,50 хектара. Под шумском вегетацијом је 80% Јевика. Врсте које природно расту су цер, граб, дрен, глог…Вештачке културе, четинари, покривају 14% брда.
У другој половини 19. века и до Првог светског рата извршена је интензивна сеча, па је вегетација Јевика била веома угрожена. Зато је извршено пошумљавање у периоду између 1927. и 1929. Засађено је око 60 хиљада садница багрема и 15 хиљада црног бора из расадника Окружне шумске секције у Књажевцу, који се налазио на данашњем Ластавичком пољу. Пошумљавање је завршено у пролеће 1929. године.
Јевик је популарно излетиште. Уз залагање Планинарског друштва „Бабин зуб”, уређење су пешачке и трим стазе од Јевика до Баранице, укупне дужине 8 км.
Јевик је некада био у општинском власништву а данас је у власништву предузећа „Србијашуме”.